# Graphium fulleri
Graphium fulleri is een vlinder uit de familie van de pages (Papilionidae). De wetenschappelijke naam van de soort is voor het eerst geldig gepubliceerd in 1883 door Henley Grose-Smith.

## Ondersoorten
- Graphium fulleri fulleri
  - = Papilio foersterius Strand, 1913
  - = Papilio sanganus Strand, 1913
  - = Papilio sanganoides Strand, 1913
  - = Papilio stetteni Strand, 1913
- Graphium fulleri boulleti (Le Cerf, 1912)
  - = Papilio weberi Holland, 1917